# Krzysztof Micuta
Krzysztof Micuta herbu Gozdawa (zm. w 1713 roku) – marszałek grodzieński w 1704 roku, podkomorzy grodzieński w latach 1694–1713, sędzia ziemski grodzieński w latach 1688–1694, pisarz ziemski grodzieński do 1688 roku, sędzia grodzki grodzieński w latach 168-1681, miecznik witebski już w 1674 roku.
Poseł na sejm 1685 roku, poseł sejmiku grodzieńskiego na sejm zwyczajny 1688 roku.